# خوان ديفيد فالنسيا
خوان ديفيد فالنسيا (بالإسبانية: Juan David Valencia) هو لاعب كرة قدم كولومبي في مركز الدفاع، ولد في 15 يناير 1986 في ميديلين في كولومبيا. شارك مع منتخب كولومبيا لكرة القدم. أما مع النوادي، فقد لعب مع أتلتيكو جونيور وأتلتيكو ناسيونال وأتليتيكو هويلا وإنديبندينتي ميديلين وإنديبنديينتي سانتا في ونادي كاراكاس.

## وصلات خارجية
- خوان ديفيد فالنسيا على موقع قاعدة بيانات كرة القدم.إي يو (الإنجليزية)
- خوان ديفيد فالنسيا على موقع ناشيونال فوتبول تيمز (الإنجليزية)
- خوان ديفيد فالنسيا على موقع Soccerway.com (الإنجليزية)
- خوان ديفيد فالنسيا على موقع AS.com (الإسبانية)